# Траун (река)
Траун (нем. Traun) — река в Австрии, протекает по Штирии и Верхней Австрии. Правый приток Дуная, устье расположено неподалёку от Линца. Длина — 153 км. Средний расход воды — 135 м³/с.
Протекает через множество озёр (Грундлзе, Траунзе). Города по течению — Бад-Аусзе, Бад-Ишль, Гмунден, Вельс и Траун. На реке сооружено более 15 гидроэлектростанций.
До конца XIX века водный путь по Трауну был основным способом добраться Халльштатта, в связи с чем считается, что путь был освоен во времена Гальштатской культуры (900-е — 400-е годы до н. э.)